# Melanagromyza foeniculi
Melanagromyza foeniculi är en tvåvingeart som beskrevs av Spencer 1960. Melanagromyza foeniculi ingår i släktet Melanagromyza och familjen minerarflugor.
Artens utbredningsområde är Spanien. Inga underarter finns listade i Catalogue of Life.